# Strossmayers gamla mästarnas galleri
Strossmayers gamla mästarnas galleri (kroatiska: Strossmayerova galerija starih majstora) är ett konstmuseum i Zagreb i Kroatien. Det etablerades år 1884 av den romersk-katolske biskopen Josip Juraj Strossmayer. Samlingarna består av verk som företräder europeiska konstskolor och konstriktningar från 1300–1800-talet. Bland de utställda målningarna finns verk av bland annat italienska, tyska, flamländska och franska mästare. Förutom alla målningar finns även Baškatavlan i museets innehav.
Konstmuseet är inhyst på andra våningen i Akademipalatset, samma byggnad som Kroatiska konst- och vetenskapsakademien, i Nedre staden.

## Historik
Museet etablerades den 9 november 1884 av Đakovos biskop Josip Juraj Strossmayer, som under flera år samlat inhemska och internationella konstverk från 1400-talet och framåt. År 1868 bestämde han sig för att donera sin samling till det kroatiska folket och överlåta det till akademien. Vid invigningen av museet bestod samlingen av 256 konstverk. Den har därefter utvidgats och berikats med nya förvärv och donationer från ett brett spektrum av filantroper, däribland Ivan Ružić, Marquis Etienne de Piennes, Ante Topić Mimara och Zlatko Baloković.